# Прилуцький Ной Германович
Но́й Ге́рманович Прилу́цький (рос. Ной Германович Прилуцкий; їд. נח פּרילוצקי, Ноях Прилуцький; пол. Noach Pryłucki; 1 жовтня 1882, Бердичів — 12 серпня 1941, Вільнюс) — польський філолог, фольклорист, політичний діяч, журналіст українсько-єврейського походження. Спеціаліст у сфері їдишу та єврейської етнографії.

## Життєпис
Ной Прилуцький народився в Бердичеві 1882 року в родині єврейського публіциста Германа (Гірша, Цві) Прилуцького (1862-1942). Закінчив гімназію у Варшаві. Навчався у Варшавському університеті. За революційну діяльність 1903 року був заарештований, 1904-го провів два місяці у в'язниці, 1905-го виключений з університету. Юридичну освіту закінчив у Петербурзькому університеті 1907 року, після чого відкрив адвокатську практику у Варшаві.
Після окупації Польщі німецькими військами, 1916 року Прилуцький стає на чолі ліберально-демократичних сил Варшави та виграє муніципальні вибори. За його участі формується єврейська партія Польщі Фолкспартей (Народна партія). У 1918 році він стає депутатом від цієї партії в раді Польщі, а через рік входить до Установчого сейму. У квітні 1919 року створює комісію з розслідування розстрілу євреїв у Пінську (Пінська різанина).
У 1921-1922 роках здійснює поїздки до США, шукаючи підтримки українським євреям серед місцевих єврейських земляцтв. Зустрічався з президентом Ворреном Гардінґом. У 1922 році стає депутатом Польського сейму, де опиняється в опозиції іншим єврейським групам, виступаючи за розширення світської єврейської освіти. Після розколу Фолкспартей залишає політичну діяльність і перемикається на науку.
Після початку Другої світової війни і захоплення Варшави німецькими військами, Прилуцький тікає до Вільнюса, окупованого Радянським Союзом. У 1941 році знову опиняється на території, захопленій німецькими військами, і 1 серпня 1941 року потрапляє в гестапо. 12 серпня його було вбито.

## Літературна діяльність
Перші публікації Прилуцького належать до початку 1890-х років, коли йому було всього 10 років. Відома його стаття на івриті, присвячена єврейським колоніям в Аргентині. Пізніше пише статті російською мовою, а в 1900-ті роки починає публікуватися їдишем. Діапазон інтересів Прилуцького надзвичайно широкий: він звертається як до наукових тем, так і до публіцистики, художньої літератури, еротичних віршів. Виступає редактором кількох єврейських альманахів, пише книжки про єврейський театр, літературу та історію, збирає фольклор, створює фундаментальні праці з ідишу.
Відійшовши від політичного життя, Прилуцький перемикається на випуск лінгвістичних журналів, працює над створенням у Дослідницькому інституті їдишу відділу філології та літератури. Опинившись у статусі біженця у Вільнюсі, при новій радянській владі отримує посаду директора Дослідницького інституту їдишу, а 1940 року призначається головою кафедри єврейської мови та літератури Вільнюського університету. Останньою роботою Прилуцького стає складання списку єврейських інкунабул у бібліотеці М. Страшуна за наказом гестапо разом із берлінським гебраїстом Готтардом.

## Сім'я
- Батько — Герман (Герш) Наумович Прилуцький[3] (Цві Прилуцький[4]; 1862-1942) — єврейський журналіст[3], публіцист[4].
- Дружина — Перл Прилуцька (1876-1941) — єврейська поетеса і драматургиня[4].